# Odd Reitan

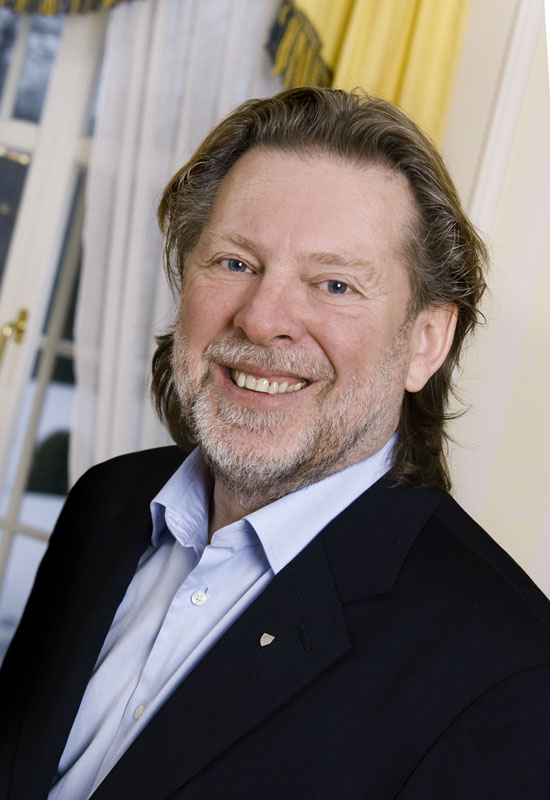
Odd Reitan

Odd Reitan (* 11. September 1951 in Trondheim) ist ein norwegischer Unternehmer. Er ist Mitinhaber und CEO der Reitan Group.

## Leben
Odd Reitan ist der Sohn von Ole Reitan und Margit Aarhaug. Er studierte an der Norges Varehandelshøyskole. Reitan gründete 1972 in Zusammenarbeit mit seinem Vater sein erstes Einzelhandelsgeschäft mit dem Namen AS Sjokkpris in Trondheim. 1979 gründete er die Supermarktkette Rema 1000, die ein großer Erfolg wurde. Bis 1990 hatte jeder Ort in Norwegen mit mehr als 10.000 Einwohnern eine Rema 1000-Filiale. In den 90er Jahren expandierte die Kette nach Dänemark, Schweden, Polen, Ungarn und die Slowakei. Die Reitan Group, zu der Rema 1000 gehört, ist zudem auch im Immobiliengeschäft tätig.

## Vermögen
Das amerikanische Magazin Forbes schätzte sein Vermögen im März 2019 auf 6,1 Milliarden US-Dollar, womit er die reichste Person in Norwegen war.

## Privates
Reitan ist seit 2018 mit Hilde Undlien verheiratet und lebt in Trondheim. Er hat zwei Söhne (Ole Robert Reitan und Magnus Reitan) aus einer vorherigen Ehe, die heute für die Reitan Group arbeiten.